# Чиринкотан (вулкан)
Чиринкотан (Тиринкотан, Чиринкутан, Черинкутан) е един от най-активните вулкани на Курилските острови. Това е действащ стратовулкан с централен кратер, разположен на едноименния остров от групата на Северните Курилски острови. Административно попада в Сахалинска област на Русия. Намира се изцяло в Охотско море, на 50 км западно от основната верига на островите.

## Описание
Чиринкотан заема цялата площ на малкия едноименен остров, който всъщност представлява горната част на вулкана. Конструкцията му е сложна, завършваща с конус с централен кратер и срязана калдера. Калдерата е сравнително малка, отворена на югоизток, с диаметър 1 км и дълбочина 300 – 400 м. На нея има странична пукнатина, през която понякога се излива лава. В основата си, на нивото на водата, островът има диаметър 3 км.
Върхът се издига на 3000 м от дъното на Охотско море и на 724 м от водната повърхност. Кратерът на върха на конуса дими постоянно. Потоците от лава, изтекли от него, достигат до северното крайбрежие на острова. Склоновете под водата са много стръмни, което позволява до него да се приближат кораби с по-дълбоко газене. Акостирането обаче е трудно, защото брегът е много скалист.

## Флора
На острова почти няма развит почвен слой. На голите склонове на вулкана и каменистите депозити в подножието му растат само мъхове, лишеи и на някои места трева. Изключение прави югоизточният склон, покрит със застинали потоци от лава. В северозападната част могат да се видят единични храсти от елша.

## Активност
Исторически изригвания са засвидетелствани през 1760, 1878 – 1889, 1955?, 1980, 2004 години.
- 1760 г. – Предполагаемо изригване с ВЕИ=2.[1]
- 1880 г. – Английският търговец на кожи капитан Сноу наблюдава изригването на вулкана, при което потоци от лава се стичат по югоизточния му склон.[1]
- 1900 ± 10 години – Потвърдено изригване с неизвестна сила.[1]
- 1955 ± 182 дни (2 юли) – През месец юли се наблюдава изригване от централния кратер с ВЕИ=2.[1]
- 1979 ± 15 дни (16 април) – Изригването продължава до 10 октомври 1980 г. с ВЕИ=2. През юни 1980 г. по югозападния склон потичат лавови потоци.[1] Експлозиите при изхвърлянето на вулканична пепел се чуват до април 1980 г.[6]
- 1986 г. (11 октомври) – Изригването трае 1 ден с ВЕИ=1.[1] Изхвърлена е вулканична пепел на височина 800 м и се разнася на 8 км от върха.[6]
- 2004 г. (20 юли) – Еднодневно изригване с ВЕИ=2.[1]
- 2013 (11 юни) – Изригването продължава до 17 ноември 2015 г. с ВЕИ=1.[1]
- 2016 (29 ноември) – Изригването продължава дълго време, като максимумът му е бил с ВЕИ=3. На 11 април 2017 вулканът изхвърля стълб от вулканична пепел, който достига на височина 5 км и се разпространява на североизток.[1] На 29 ноември 2016 г. изригналият стълб вулканична пепел се издига на 8,8 км. височина и се разпространява на 39 км северно от вулкана.[5]

В наши дни се наблюдава силна фумаролна активност в централния кратер. Вулканът често произвежда големи взривни ерупции, които представляват заплаха за въздушното движение по оживения маршрут Америка – Азия.